# Pays d'Aix mobilité
Pays d'Aix mobilité est le réseau d'autobus de La Métropole Mobilité qui couvre le territoire du pays d'Aix. Il comprend 27 lignes interurbaines mises en place par la communauté d'agglomération du pays d'Aix jusqu'au 31 décembre 2015 et, depuis, par la métropole d'Aix-Marseille-Provence.

## Historique
Le 1er avril 2001, quatre mois après sa création, la communauté d'agglomération du pays d'Aix (CPA) met en place un réseau de trois lignes « Vallat le Bus » sur les communes de Cabriès, Bouc-Bel-Air et Simiane-Collongue. Exploité par SUMA, ce réseau est restructuré le 1er septembre 2008, toujours avec trois lignes avant d'être remplacé le 2 avril 2012 par un service de transport à la demande en raison de sa faible fréquentation,.
Le 1er septembre 2003, la CPA reprend l'organisation des lignes de bus sur son territoire et met en place une tarification unique.
Une navette urbaine est par ailleurs créée en 2003 à Pertuis, suspendue de 2004 à 2005 puis recréée le 19 septembre 2005 avec un réseau de trois lignes puis restructuré quatre à partir du 3 mars 2008.
Des lignes interurbaines sont créées entre certaines communes et l'Europôle de l'Arbois en septembre 2009.
Le 12 octobre 2009, une navette interne circulaire a été mise en place pour desservir les principaux quartiers de Venelles situés à l'écart de la ligne Venelles-Aix. Depuis 2013, Venelles est intégré au réseau urbain Aix en bus.
Le 1er mars 2010, une navette interne a été mise en place pour desservir les villages de Ventabren situés à l'écart de la ligne Coudoux-Aix.
Le 30 juin 2010, les deux lignes du service La Victorine exploité par CAP Provence ont été supprimées à la suite de la baisse de la fréquentation due au renforcement en septembre 2009 des lignes intercommunales de Puyloubier et Vauvenargues qu'elles complétaient.
En 2016, le réseau prend le nom de « Pays d'Aix mobilité ».

## Lignes du réseau

### Lignes interurbaines
En 2003, au moment de la création du réseau du pays d'Aix, les lignes n'étaient pas numérotées. Elles ont reçu des numéros le 1er septembre 2011 et les lignes internes de Pertuis et de « Vallat le Bus » a été intégrée à ce système.
| Ligne | Caractéristiques | Caractéristiques                                  | Caractéristiques                                  | Caractéristiques                                  | Caractéristiques                                  | Caractéristiques                                  | Caractéristiques                                  | Caractéristiques                                  | Caractéristiques                                  |
| 100   | Pertuis ⥋ Aix-en-Provence | Pertuis ⥋ Aix-en-Provence                         | Pertuis ⥋ Aix-en-Provence                         | Pertuis ⥋ Aix-en-Provence                         | Pertuis ⥋ Aix-en-Provence                         | Pertuis ⥋ Aix-en-Provence                         | Pertuis ⥋ Aix-en-Provence                         | Pertuis ⥋ Aix-en-Provence                         | Pertuis ⥋ Aix-en-Provence                         |
| ----- | --- | ------------------------------------------------- | ------------------------------------------------- | ------------------------------------------------- | ------------------------------------------------- | ------------------------------------------------- | ------------------------------------------------- | ------------------------------------------------- | ------------------------------------------------- |
| 100   | Ouverture / Fermeture — / — | Longueur —                                        | Durée 30 min                                      | Nb. d’arrêts 14                                   | Matériel Autocars                                 | Jours de fonctionnement L, Ma, Me, J, V, S, D     | Jour / Soir / Nuit / Fêtes O / O / N / O          | Voy. / an —                                       | Exploitant Autocars Sumian                        |
| 100   | Desserte : - Stations et gares desservies : Gare routière d'Aix-en-Provence, Gare de Pertuis - Villes desservis : Pertuis, Venelles, Meyrargues, Aix-en-Provence - Arrêts desservis : Gare SNCF Q2, La Prise, P+R Route Alpes, Moulin, Zola, Bellegarde, Bourse, Silvacane, Les Cabassols, Stade Ouest, Corsy, Galice, Pompidou, Gare Routière |                                                   |                                                   |                                                   |                                                   |                                                   |                                                   |                                                   |                                                   |
| 100   | Autre : - Date de dernière mise à jour : 1er octobre 2023. |                                                   |                                                   |                                                   |                                                   |                                                   |                                                   |                                                   |                                                   |
| 100   | Dernière actualisation : — |                                                   |                                                   |                                                   |                                                   |                                                   |                                                   |                                                   |                                                   |
| 101   | Pertuis ⥋ Pôle d'activités Aix-en-Provence | Pertuis ⥋ Pôle d'activités Aix-en-Provence        | Pertuis ⥋ Pôle d'activités Aix-en-Provence        | Pertuis ⥋ Pôle d'activités Aix-en-Provence        | Pertuis ⥋ Pôle d'activités Aix-en-Provence        | Pertuis ⥋ Pôle d'activités Aix-en-Provence        | Pertuis ⥋ Pôle d'activités Aix-en-Provence        | Pertuis ⥋ Pôle d'activités Aix-en-Provence        | Pertuis ⥋ Pôle d'activités Aix-en-Provence        |
| 101   | Ouverture / Fermeture — / — | Longueur —                                        | Durée 60 min                                      | Nb. d’arrêts 26                                   | Matériel Autocars                                 | Jours de fonctionnement L, Ma, Me, J, V           | Jour / Soir / Nuit / Fêtes O / N / N / N          | Voy. / an —                                       | Exploitant Autocars Sumian                        |
| 101   | Desserte : - Stations et gares desservies : Gare de Pertuis - Villes desservis : Pertuis, Venelles, Meyrargues, Les Milles - Arrêts desservis : Gare SNCF Q4, La Prise, Les Cabassols, Les Quatre Tours, Ront-point de la Gare, La Touloubre, Les Logissons, Les Floralies, Pôle d'Activités, Le Frère, Ampère, Bessemer, Berthier, Auguste Comte, La Robole, Les Grottes, Pichaury, Parc Club Golf, Foucault, De Broglie, Arago, Fresnel, Descartes, Philibert, Archimède, Europôle Arbois |                                                   |                                                   |                                                   |                                                   |                                                   |                                                   |                                                   |                                                   |
| 101   | Autre : - Date de dernière mise à jour : 1er octobre 2023. |                                                   |                                                   |                                                   |                                                   |                                                   |                                                   |                                                   |                                                   |
| 101   | Dernière actualisation : — |                                                   |                                                   |                                                   |                                                   |                                                   |                                                   |                                                   |                                                   |
| 110   | Puyloubier ⥋ Aix-en-Provence | Puyloubier ⥋ Aix-en-Provence                      | Puyloubier ⥋ Aix-en-Provence                      | Puyloubier ⥋ Aix-en-Provence                      | Puyloubier ⥋ Aix-en-Provence                      | Puyloubier ⥋ Aix-en-Provence                      | Puyloubier ⥋ Aix-en-Provence                      | Puyloubier ⥋ Aix-en-Provence                      | Puyloubier ⥋ Aix-en-Provence                      |
| 110   | Ouverture / Fermeture — / — | Longueur —                                        | Durée 60 min                                      | Nb. d’arrêts 23                                   | Matériel Autocars                                 | Jours de fonctionnement L, Ma, Me, J, V, S, D     | Jour / Soir / Nuit / Fêtes O / N / N / O          | Voy. / an —                                       | Exploitant Keolis SAP                             |
| 110   | Desserte : - Stations et gares desservies : Gare routière d'Aix-en-Provence - Villes desservis : Aix-en-Provence, Le Tholonet, Beaurecueil, Saint-Antonin-sur-Bayon, Puyloubier - Arrêts desservis : Légion Étrangère, Clot Sainte-Victoire, Camping, Les Pallières, Le Lavoir, Cézanne, Maison Sainte-Victoire, Le Bouquet, Gautier, Marine, Ferrageon, Château Noir, Mont Joli, Vallon des Gardes, École la Torse, Sta. Carcassonne, École Militaire, Bellegarde, Bourse, Silvacane, Pompidou, Mouret Gare Routière |                                                   |                                                   |                                                   |                                                   |                                                   |                                                   |                                                   |                                                   |
| 110   | Autre : - Date de dernière mise à jour : 1er octobre 2023. |                                                   |                                                   |                                                   |                                                   |                                                   |                                                   |                                                   |                                                   |
| 110   | Dernière actualisation : — |                                                   |                                                   |                                                   |                                                   |                                                   |                                                   |                                                   |                                                   |
| 120   | Jouques ⥋ Aix-en-Provence | Jouques ⥋ Aix-en-Provence                         | Jouques ⥋ Aix-en-Provence                         | Jouques ⥋ Aix-en-Provence                         | Jouques ⥋ Aix-en-Provence                         | Jouques ⥋ Aix-en-Provence                         | Jouques ⥋ Aix-en-Provence                         | Jouques ⥋ Aix-en-Provence                         | Jouques ⥋ Aix-en-Provence                         |
| 120   | Ouverture / Fermeture — / — | Longueur —                                        | Durée 50 min                                      | Nb. d’arrêts 37                                   | Matériel Autocars                                 | Jours de fonctionnement L, Ma, Me, J, V, D        | Jour / Soir / Nuit / Fêtes O / N / N / O          | Voy. / an —                                       | Exploitant Autocars Sumian                        |
| 120   | Desserte : - Stations et gares desservies : Gare routière d'Aix-en-Provence, Gare de Meyrargues - Villes desservis : Aix-en-Provence, Venelles, Meyrargues, Peyrolles-en-Provence, Jouques - Arrêts desservis : Le Couloubleau, Le Petit Colomblier, Mairie, Église, Sainte Marguerite, Vallon des Asseaux, Centre Médical, Saint-Jean, Les Violettes, Croix Blanche, Terra Soléa, Les Trois Gares, Centre Commercial, Médiathèque, Vincent Scotto, La Baraque, La Carrière, Collet, Les Cabassols, Les Quatre Tours, Rond-Point de la Gare, La Touloubre, Les Logissons, Les Floralies, P+R Route Alpes, Espérantistes 2, Moulin, Parc Rambot, Arts et Métiers, Bellegarde, Zola, Briand, Bourse, Silvacane, Pompidou, Gare Routière |                                                   |                                                   |                                                   |                                                   |                                                   |                                                   |                                                   |                                                   |
| 120   | Autre : - Date de dernière mise à jour : 5 octobre 2023. |                                                   |                                                   |                                                   |                                                   |                                                   |                                                   |                                                   |                                                   |
| 120   | Dernière actualisation : — |                                                   |                                                   |                                                   |                                                   |                                                   |                                                   |                                                   |                                                   |
| 140   | Vauvenargues ⥋ Aix-en-Provence | Vauvenargues ⥋ Aix-en-Provence                    | Vauvenargues ⥋ Aix-en-Provence                    | Vauvenargues ⥋ Aix-en-Provence                    | Vauvenargues ⥋ Aix-en-Provence                    | Vauvenargues ⥋ Aix-en-Provence                    | Vauvenargues ⥋ Aix-en-Provence                    | Vauvenargues ⥋ Aix-en-Provence                    | Vauvenargues ⥋ Aix-en-Provence                    |
| 140   | Ouverture / Fermeture — / — | Longueur —                                        | Durée 40 min                                      | Nb. d’arrêts 28                                   | Matériel Autocars                                 | Jours de fonctionnement L, Ma, Me, J, V, S, D     | Jour / Soir / Nuit / Fêtes O / O / N / O          | Voy. / an —                                       | Exploitant Keolis SAP                             |
| 140   | Desserte : - Stations et gares desservies : Gare routière d'Aix-en-Provence - Villes desservis : Aix-en-Provence, Saint-Marc-Jaumegarde, Vauvenargues - Arrêts desservis : Gouirand, Saint-Pierre, Village Haut, Ouest, Centre Technique, Le Chenil, Les Cabassols, Chemin Saint-François, Les Plaines, Les Bourgarels, La Jonquière, Les Bonfillons, J04, Les Verans, J09, Collongue, Domaine Prignon, Les 3 Chemins, Les Chênes, Petit Roquefavour, Fontenaille, Zola, Bellegarde, Bourse, Silvacane, Pompidou, Mouret Gare Routière |                                                   |                                                   |                                                   |                                                   |                                                   |                                                   |                                                   |                                                   |
| 140   | Autre : - Date de dernière mise à jour : 5 octobre 2023. |                                                   |                                                   |                                                   |                                                   |                                                   |                                                   |                                                   |                                                   |
| 140   | Dernière actualisation : — |                                                   |                                                   |                                                   |                                                   |                                                   |                                                   |                                                   |                                                   |
| 150   | Saint-Paul-lès-Durance ⥋ Aix-en-Provence | Saint-Paul-lès-Durance ⥋ Aix-en-Provence          | Saint-Paul-lès-Durance ⥋ Aix-en-Provence          | Saint-Paul-lès-Durance ⥋ Aix-en-Provence          | Saint-Paul-lès-Durance ⥋ Aix-en-Provence          | Saint-Paul-lès-Durance ⥋ Aix-en-Provence          | Saint-Paul-lès-Durance ⥋ Aix-en-Provence          | Saint-Paul-lès-Durance ⥋ Aix-en-Provence          | Saint-Paul-lès-Durance ⥋ Aix-en-Provence          |
| 150   | Ouverture / Fermeture — / — | Longueur —                                        | Durée 64 min                                      | Nb. d’arrêts 32                                   | Matériel Autocars                                 | Jours de fonctionnement L, Ma, Me, J, V, S        | Jour / Soir / Nuit / Fêtes O / N / N / N          | Voy. / an —                                       | Exploitant Autocars Sumian                        |
| 150   | Desserte : - Stations et gares desservies : Gare routière d'Aix-en-Provence, Gare de Meyrargues - Villes desservis : Aix-en-Provence, Venelles, Meyrargues, Peyrolles-en-provence, Jouques, Saint-Paul-lès-Durance - Arrêts desservis : ITER, CEA Cadarache, Centre Saint-Paul, Le Logis d'Anne, Moulin, Jean de Roy, Croix Blanche, Terra Soléa, Les Trois Gares, Pôle échanges Meyrargues, Centre Commercial, Médiathèque, Vincent Scotto, La Baraque, La Carrière, Collet, Les Cabassols, Les Quatre Tours, Rond-Point de la Gare, La Touloubre, Les Logissons, Les Floralies, La Petite Mignarde, P+R Route Alpes, Moulin, Zola, Bellegarde, Briand, Bourse, Silvacane, Pompidou, Gare Routière |                                                   |                                                   |                                                   |                                                   |                                                   |                                                   |                                                   |                                                   |
| 150   | Autre : - Date de dernière mise à jour : 5 octobre 2023. |                                                   |                                                   |                                                   |                                                   |                                                   |                                                   |                                                   |                                                   |
| 150   | Dernière actualisation : — |                                                   |                                                   |                                                   |                                                   |                                                   |                                                   |                                                   |                                                   |
| 152   | Saint-Paul-lès-Durance ⥋ Pertuis | Saint-Paul-lès-Durance ⥋ Pertuis                  | Saint-Paul-lès-Durance ⥋ Pertuis                  | Saint-Paul-lès-Durance ⥋ Pertuis                  | Saint-Paul-lès-Durance ⥋ Pertuis                  | Saint-Paul-lès-Durance ⥋ Pertuis                  | Saint-Paul-lès-Durance ⥋ Pertuis                  | Saint-Paul-lès-Durance ⥋ Pertuis                  | Saint-Paul-lès-Durance ⥋ Pertuis                  |
| 152   | Ouverture / Fermeture — / — | Longueur —                                        | Durée 30 min                                      | Nb. d’arrêts 5                                    | Matériel Autocars                                 | Jours de fonctionnement L, Ma, Me, J, V           | Jour / Soir / Nuit / Fêtes O / N / N / N          | Voy. / an —                                       | Exploitant Autocars Sumian                        |
| 152   | Desserte : - Stations et gares desservies : Gare de Pertuis - Villes desservis : Meyrargues, Saint-Paul-lès-Durance, Pertuis - Arrêts desservis : Gare SNCF Q5, 8 mai 1945, La Prise, CEA Cadarache, ITER |                                                   |                                                   |                                                   |                                                   |                                                   |                                                   |                                                   |                                                   |
| 152   | Autre : - Date de dernière mise à jour : 1er octobre 2023. |                                                   |                                                   |                                                   |                                                   |                                                   |                                                   |                                                   |                                                   |
| 152   | Dernière actualisation : — |                                                   |                                                   |                                                   |                                                   |                                                   |                                                   |                                                   |                                                   |
| 160   | Trets ⥋ Aix-en-Provence | Trets ⥋ Aix-en-Provence                           | Trets ⥋ Aix-en-Provence                           | Trets ⥋ Aix-en-Provence                           | Trets ⥋ Aix-en-Provence                           | Trets ⥋ Aix-en-Provence                           | Trets ⥋ Aix-en-Provence                           | Trets ⥋ Aix-en-Provence                           | Trets ⥋ Aix-en-Provence                           |
| 160   | Ouverture / Fermeture — / — | Longueur —                                        | Durée 55 min                                      | Nb. d’arrêts 30                                   | Matériel Autocars                                 | Jours de fonctionnement L, Ma, Me, J, V, S, D     | Jour / Soir / Nuit / Fêtes O / N / N / O          | Voy. / an —                                       | Exploitant Keolis SAP                             |
| 160   | Desserte : - Stations et gares desservies : Gare routière d'Aix-en-Provence - Villes desservis : Aix-en-Provence, Meyreuil, Châteauneuf-le-Rouge, Rousset, Peynier, Trets - Arrêts desservis : Pôle d'Echanges Quai 4, Le Vallat, La Leque, Le Village, Le Lavoir, Le Vieux Moulin, La Corneirelle, Vacher, Imbert, Perroy, La Plaine, La Marnière, Victoire, Villevieille, Les Écoles, Peisson, Les Ribas, Les Bannettes, La Geinette, La Gavotte, La Tuilerie, Village, École, Arsène Sari, La Cardeline, La Cardeline N7, Barlatier, La Beauvalle, Sous Préfecture, Gare Routière Quai 04 |                                                   |                                                   |                                                   |                                                   |                                                   |                                                   |                                                   |                                                   |
| 160   | Autre : - Date de dernière mise à jour : 5 octobre 2023. |                                                   |                                                   |                                                   |                                                   |                                                   |                                                   |                                                   |                                                   |
| 160   | Dernière actualisation : — |                                                   |                                                   |                                                   |                                                   |                                                   |                                                   |                                                   |                                                   |
| 161   | Trets ⥋ Pôle d'activités d'Aix-en-Provence | Trets ⥋ Pôle d'activités d'Aix-en-Provence        | Trets ⥋ Pôle d'activités d'Aix-en-Provence        | Trets ⥋ Pôle d'activités d'Aix-en-Provence        | Trets ⥋ Pôle d'activités d'Aix-en-Provence        | Trets ⥋ Pôle d'activités d'Aix-en-Provence        | Trets ⥋ Pôle d'activités d'Aix-en-Provence        | Trets ⥋ Pôle d'activités d'Aix-en-Provence        | Trets ⥋ Pôle d'activités d'Aix-en-Provence        |
| 161   | Ouverture / Fermeture — / — | Longueur —                                        | Durée 80 min                                      | Nb. d’arrêts 38                                   | Matériel Autocars                                 | Jours de fonctionnement L, Ma, Me, J, V           | Jour / Soir / Nuit / Fêtes O / N / N / N          | Voy. / an —                                       | Exploitant Keolis SAP                             |
| 161   | Desserte : - Stations et gares desservies : Gare de Gardanne - Villes desservis : Aix-en-Provence, Gardanne, Meyreuil, Fuveau, Rousset, Peynier, Trets - Arrêts desservis : Pôle d'Echanges Quai 5, Le Vallat, La Leque, Le Village, Le Lavoir, Le Vieux Moulin, La Corneirelle, Vacher, Imbert, Perroy, La Plaine, École de la Barque, La Croix, Pôle d'Echanges de Gardanne, Saint-André, Hameau de Valabre, Hameau de Turin, Lycée International de Luynes, Rampelin, Trois Pigeons, Maison d'Arrêt D59, Eiffel, Bessemer, Ampère, Berthier, Auguste Comte, La Robole, Les Grottes, Pichaury, Parc Club Golf, Foucault, De Broglie, Arago, Fresnel, Descartes, Philibert, Archimède, Europôle Arbois |                                                   |                                                   |                                                   |                                                   |                                                   |                                                   |                                                   |                                                   |
| 161   | Autre : - Date de dernière mise à jour : 5 octobre 2023. |                                                   |                                                   |                                                   |                                                   |                                                   |                                                   |                                                   |                                                   |
| 161   | Dernière actualisation : — |                                                   |                                                   |                                                   |                                                   |                                                   |                                                   |                                                   |                                                   |
| 170   | Gréasque ⥋ Aix-en-Provence via Fuveau | Gréasque ⥋ Aix-en-Provence via Fuveau             | Gréasque ⥋ Aix-en-Provence via Fuveau             | Gréasque ⥋ Aix-en-Provence via Fuveau             | Gréasque ⥋ Aix-en-Provence via Fuveau             | Gréasque ⥋ Aix-en-Provence via Fuveau             | Gréasque ⥋ Aix-en-Provence via Fuveau             | Gréasque ⥋ Aix-en-Provence via Fuveau             | Gréasque ⥋ Aix-en-Provence via Fuveau             |
| 170   | Ouverture / Fermeture — / — | Longueur —                                        | Durée 30 min                                      | Nb. d’arrêts 19                                   | Matériel Autocars                                 | Jours de fonctionnement L, Ma, Me, J, V, S, D     | Jour / Soir / Nuit / Fêtes O / O / N / O          | Voy. / an —                                       | Exploitant Transdev Bouches-du-Rhône              |
| 170   | Desserte : - Villes desservis : Aix-en-Provence, Meyreuil, Fuveau, Gréasque - Arrêts desservis : Les Gournauds, Carlin Couperine, Halte Routière, Les Pierrassons, Lou Valadet, Les Revaux, CLG Font d'Aurumy, Les Vertus, Halte Routière, 08-mai-45, Cimetière, Les Laouvas, La Barque, Les Rosiers, Bachasson, Beausoleil, Saint-Benoît, Coton Rouge, P+R Krypton Q4 |                                                   |                                                   |                                                   |                                                   |                                                   |                                                   |                                                   |                                                   |
| 170   | Autre : - Date de dernière mise à jour : 5 octobre 2023. |                                                   |                                                   |                                                   |                                                   |                                                   |                                                   |                                                   |                                                   |
| 170   | Dernière actualisation : — |                                                   |                                                   |                                                   |                                                   |                                                   |                                                   |                                                   |                                                   |
| 172   | Gardanne ⥋ Fuveau | Gardanne ⥋ Fuveau                                 | Gardanne ⥋ Fuveau                                 | Gardanne ⥋ Fuveau                                 | Gardanne ⥋ Fuveau                                 | Gardanne ⥋ Fuveau                                 | Gardanne ⥋ Fuveau                                 | Gardanne ⥋ Fuveau                                 | Gardanne ⥋ Fuveau                                 |
| 172   | Ouverture / Fermeture — / — | Longueur —                                        | Durée 25 min                                      | Nb. d’arrêts 19                                   | Matériel Autocars                                 | Jours de fonctionnement L, Ma, Me, J, V           | Jour / Soir / Nuit / Fêtes O / N / N / N          | Voy. / an —                                       | Exploitant Transdev Bouches-du-Rhône              |
| 172   | Desserte : - Stations et gares desservies : Gare de Gardanne - Villes desservis : Gardanne, Fuveau, Gréasque - Arrêts desservis : Halte Routière, Grand Vallat, Les Revaux, Lou Valadet, Les Pierrassons, Halte Routière, Pascaret, Puits de Coudeil, Quatre Termes, École Saint-Joseph, Saint Joseph, 08-mai-45, Lycée Fourcade, Combattants, Côteaux de Veline, Toulon, Avenue des Écoles, Colline, Pôle d'Echanges de Gardanne |                                                   |                                                   |                                                   |                                                   |                                                   |                                                   |                                                   |                                                   |
| 172   | Autre : - Date de dernière mise à jour : 5 octobre 2023. |                                                   |                                                   |                                                   |                                                   |                                                   |                                                   |                                                   |                                                   |
| 172   | Dernière actualisation : — |                                                   |                                                   |                                                   |                                                   |                                                   |                                                   |                                                   |                                                   |
| 180   | Gardanne ⥋ Aix-en-Provence | Gardanne ⥋ Aix-en-Provence                        | Gardanne ⥋ Aix-en-Provence                        | Gardanne ⥋ Aix-en-Provence                        | Gardanne ⥋ Aix-en-Provence                        | Gardanne ⥋ Aix-en-Provence                        | Gardanne ⥋ Aix-en-Provence                        | Gardanne ⥋ Aix-en-Provence                        | Gardanne ⥋ Aix-en-Provence                        |
| 180   | Ouverture / Fermeture — / — | Longueur —                                        | Durée 36 min                                      | Nb. d’arrêts 23                                   | Matériel Autocars                                 | Jours de fonctionnement L, Ma, Me, J, V, S, D     | Jour / Soir / Nuit / Fêtes O / N / N / O          | Voy. / an —                                       | Exploitant Transdev Bouches-du-Rhône              |
| 180   | Desserte : - Stations et gares desservies : Gare de Gardanne - Villes desservis : Gardanne, Meyreuil, Aix-en-Provence - Arrêts desservis : Pôle d'Echanges de Gardanne, Péchiney, Colline, Avenue des Écoles, Toulon, Côteaux de Veline, Combattants, Lycée Fourcade, 08-mai-45, Saint-Joseph, École Saint-Joseph, Les Sauvaires, Le Stade, Le Plan de Meyreuil, La Croix, Les Côteaux Rouges, Hôtel de Ville, Puskaric, Le Canet, Beausoleil, Saint-Benoît, Coton Rouge, P+R Krypton Q5 |                                                   |                                                   |                                                   |                                                   |                                                   |                                                   |                                                   |                                                   |
| 180   | Autre : - Date de dernière mise à jour : 5 octobre 2023. |                                                   |                                                   |                                                   |                                                   |                                                   |                                                   |                                                   |                                                   |
| 180   | Dernière actualisation : — |                                                   |                                                   |                                                   |                                                   |                                                   |                                                   |                                                   |                                                   |
| 190   | Mimet ⥋ Aix-en-Provence via Simiane, Bouc-Bel-Air | Mimet ⥋ Aix-en-Provence via Simiane, Bouc-Bel-Air | Mimet ⥋ Aix-en-Provence via Simiane, Bouc-Bel-Air | Mimet ⥋ Aix-en-Provence via Simiane, Bouc-Bel-Air | Mimet ⥋ Aix-en-Provence via Simiane, Bouc-Bel-Air | Mimet ⥋ Aix-en-Provence via Simiane, Bouc-Bel-Air | Mimet ⥋ Aix-en-Provence via Simiane, Bouc-Bel-Air | Mimet ⥋ Aix-en-Provence via Simiane, Bouc-Bel-Air | Mimet ⥋ Aix-en-Provence via Simiane, Bouc-Bel-Air |
| 190   | Ouverture / Fermeture — / — | Longueur —                                        | Durée 40 min                                      | Nb. d’arrêts 30                                   | Matériel Autocars                                 | Jours de fonctionnement L, Ma, Me, J, V, S, D     | Jour / Soir / Nuit / Fêtes O / O / N / O          | Voy. / an —                                       | Exploitant SUMA                                   |
| 190   | Desserte : - Stations et gares desservies : Gare routière d'Aix-en-Provence, Gare de Simiane - Villes desservis : Aix-en-Provence, Bouc-Bel-Air, Simiane-Collongue - Arrêts desservis : Hôtel de Ville, Cours des Héros, Petit Chemin de Bouc, Centre Commercial du Moulin, Gare de Simiane, La Salle - Le Merle, La Salle - Les Marronniers, La Salle - Centre Commercial, Châteaubriand, Plein Soleil, Les Platanes, Pibou, Prévert, Petit Nice, Les Micocouliers, Malbergue, L'Oliveraie, Village, Sainte Anne, La Gratiane, La Cyprière, Restanques, La Tuilerie, Beausoleil, Les Mûriers, Trois Pigeons, Rampelin, Lycée International de Luynes, Mouret, Mouret Gare Routière |                                                   |                                                   |                                                   |                                                   |                                                   |                                                   |                                                   |                                                   |
| 190   | Autre : - Date de dernière mise à jour : 5 octobre 2023. |                                                   |                                                   |                                                   |                                                   |                                                   |                                                   |                                                   |                                                   |
| 190   | Dernière actualisation : — |                                                   |                                                   |                                                   |                                                   |                                                   |                                                   |                                                   |                                                   |
| 191   | Gardanne ⥋ Pôle d'activités d'Aix-en-Provence | Gardanne ⥋ Pôle d'activités d'Aix-en-Provence     | Gardanne ⥋ Pôle d'activités d'Aix-en-Provence     | Gardanne ⥋ Pôle d'activités d'Aix-en-Provence     | Gardanne ⥋ Pôle d'activités d'Aix-en-Provence     | Gardanne ⥋ Pôle d'activités d'Aix-en-Provence     | Gardanne ⥋ Pôle d'activités d'Aix-en-Provence     | Gardanne ⥋ Pôle d'activités d'Aix-en-Provence     | Gardanne ⥋ Pôle d'activités d'Aix-en-Provence     |
| 191   | Ouverture / Fermeture 23 février 2015 / — | Longueur —                                        | Durée 67 min                                      | Nb. d’arrêts 50                                   | Matériel Autocars                                 | Jours de fonctionnement L, Ma, Me, J, V           | Jour / Soir / Nuit / Fêtes O / N / N / N          | Voy. / an —                                       | Exploitant SUMA                                   |
| 191   | Desserte : - Stations et gares desservies : Gare de Gardanne, Gare de Simiane - Villes desservis : La Duranne, Aix-en-Provence, Bouc-Bel-Air, Simiane-Collongue, Gardanne - Arrêts desservis : Lycée Fourcade, Combattants, Côteaux de Veline, Avenue des Écoles, Colline, Pôle d'Echanges de Gardanne, Pêche à la Truite, Le Saffre, Les Migraniers, Petit Chemin de Bouc, Centre Commercial du Moulin, Gare de Simiane, La Salle - Le Merle, La Salle - Les Marronniers, La Salle - Centre Commercial, Châteaubriand, Plein Soleil, Les Platanes, Pibou, Prévert, Petit Nice, Les Micocouliers, Malbergue, L'Oliveraie, Village, Sainte Anne, Escandihado, Rhin et Danube, Maison d'Arrêt D59, Eiffel, Bessemer, Ampère, Le Frère, Pôle d'Activités, Le Frère, Ampère, Bessemer, Berthier, Auguste Comte, La Robole, Les Grottes, Pichaury, Parc Club Golf, Lagremeuse, Ambrogiani, Bull, Galilée, Pléiades, Archimède, Europôle Arbois |                                                   |                                                   |                                                   |                                                   |                                                   |                                                   |                                                   |                                                   |
| 191   | Autre : - Date de dernière mise à jour : 5 octobre 2023. |                                                   |                                                   |                                                   |                                                   |                                                   |                                                   |                                                   |                                                   |
| 191   | Dernière actualisation : — |                                                   |                                                   |                                                   |                                                   |                                                   |                                                   |                                                   |                                                   |
| 200   | Plan-de-Campagne ⥋ Aix-en-Provence via Cabriès | Plan-de-Campagne ⥋ Aix-en-Provence via Cabriès    | Plan-de-Campagne ⥋ Aix-en-Provence via Cabriès    | Plan-de-Campagne ⥋ Aix-en-Provence via Cabriès    | Plan-de-Campagne ⥋ Aix-en-Provence via Cabriès    | Plan-de-Campagne ⥋ Aix-en-Provence via Cabriès    | Plan-de-Campagne ⥋ Aix-en-Provence via Cabriès    | Plan-de-Campagne ⥋ Aix-en-Provence via Cabriès    | Plan-de-Campagne ⥋ Aix-en-Provence via Cabriès    |
| 200   | Ouverture / Fermeture — / — | Longueur —                                        | Durée 30 min                                      | Nb. d’arrêts 20                                   | Matériel Autocars                                 | Jours de fonctionnement L, Ma, Me, J, V, S, D     | Jour / Soir / Nuit / Fêtes O / O / N / O          | Voy. / an —                                       | Exploitant SUMA                                   |
| 200   | Desserte : - Stations et gares desservies : Gare routière d'Aix-en-Provence - Villes desservis : Aix-en-Provence, Cabriès, Les Pennes-Mirabeau - Arrêts desservis : Lami, Grande Avenue, Foire, Plan de Campagne, Le Verger, Le Couladou, Route de Rans, Le Puits Neuf, Les Patelles, Saint Martin, Le Boulard, Centre de Calas, Jean Moulin, Tennis, Centre Commercial de Calas, Les Pradelles, Lagremeuse, Parc Club Golf, Mouret, Mouret Gare Routière |                                                   |                                                   |                                                   |                                                   |                                                   |                                                   |                                                   |                                                   |
| 200   | Autre : - Date de dernière mise à jour : 5 octobre 2023. |                                                   |                                                   |                                                   |                                                   |                                                   |                                                   |                                                   |                                                   |
| 200   | Dernière actualisation : — |                                                   |                                                   |                                                   |                                                   |                                                   |                                                   |                                                   |                                                   |
| 210   | Vitrolles ⥋ Aix-en-Provence | Vitrolles ⥋ Aix-en-Provence                       | Vitrolles ⥋ Aix-en-Provence                       | Vitrolles ⥋ Aix-en-Provence                       | Vitrolles ⥋ Aix-en-Provence                       | Vitrolles ⥋ Aix-en-Provence                       | Vitrolles ⥋ Aix-en-Provence                       | Vitrolles ⥋ Aix-en-Provence                       | Vitrolles ⥋ Aix-en-Provence                       |
| 210   | Ouverture / Fermeture — / — | Longueur —                                        | Durée 25 min                                      | Nb. d’arrêts 6                                    | Matériel Autocars                                 | Jours de fonctionnement L, Ma, Me, J, V, S, D     | Jour / Soir / Nuit / Fêtes O / O / N / O          | Voy. / an —                                       | Exploitant SUMA                                   |
| 210   | Desserte : - Stations et gares desservies : Gare routière d'Aix-en-Provence - Villes desservis : Aix-en-Provence, Vitrolles - Arrêts desservis : Pierre Plantée Quai 03, Victor Gélu, Parc du Griffon, Les Pinchinades / Rd9, Mouret, Gare Routière |                                                   |                                                   |                                                   |                                                   |                                                   |                                                   |                                                   |                                                   |
| 210   | Autre : - Date de dernière mise à jour : 5 octobre 2023. |                                                   |                                                   |                                                   |                                                   |                                                   |                                                   |                                                   |                                                   |
| 210   | Dernière actualisation : — |                                                   |                                                   |                                                   |                                                   |                                                   |                                                   |                                                   |                                                   |
| 211   | Vitrolles ⥋ Pôle d'activités d'Aix-en-Provence | Vitrolles ⥋ Pôle d'activités d'Aix-en-Provence    | Vitrolles ⥋ Pôle d'activités d'Aix-en-Provence    | Vitrolles ⥋ Pôle d'activités d'Aix-en-Provence    | Vitrolles ⥋ Pôle d'activités d'Aix-en-Provence    | Vitrolles ⥋ Pôle d'activités d'Aix-en-Provence    | Vitrolles ⥋ Pôle d'activités d'Aix-en-Provence    | Vitrolles ⥋ Pôle d'activités d'Aix-en-Provence    | Vitrolles ⥋ Pôle d'activités d'Aix-en-Provence    |
| 211   | Ouverture / Fermeture 23 février 2015 / — | Longueur —                                        | Durée 40 min                                      | Nb. d’arrêts 34                                   | Matériel Autocars                                 | Jours de fonctionnement L, Ma, Me, J, V, S, D     | Jour / Soir / Nuit / Fêtes O / N / N / O          | Voy. / an —                                       | Exploitant SUMA                                   |
| 211   | Desserte : - Stations et gares desservies : Gare d'Aix-en-Provence TGV - Villes desservis : Aix-en-Provence, La Duranne, Vitrolles - Arrêts desservis : Pierre Plantée Quai 03, Médiathèque, Petite Garrigue, Les Pins / Cinéma, Boulevard Denis Padovani, Grand Vitrolles Quai 1, Bastide Blanche, Griffon Clinique, Parc du Griffon, Les Pinchinades / Rd9, Gare Aix TGV, Lagremeuse, Ambrogiani, Bull, Galilée, Pléiades, Philibert, Descartes, Fresnel, Arago, De Broglie, Foucault, Parc Club Golf, Pichaury, Les Grottes, La Robole, Auguste Comte, Berthier, Bessemer, Ampère, Le Frère, Pôle d'Activités, Zone Artisanale, P+R Plan d'Aillane Quai 04 |                                                   |                                                   |                                                   |                                                   |                                                   |                                                   |                                                   |                                                   |
| 211   | Autre : - Date de dernière mise à jour : 5 octobre 2023. |                                                   |                                                   |                                                   |                                                   |                                                   |                                                   |                                                   |                                                   |
| 211   | Dernière actualisation : — |                                                   |                                                   |                                                   |                                                   |                                                   |                                                   |                                                   |                                                   |
| 220   | Coudoux ⥋ Aix-en-Provence | Coudoux ⥋ Aix-en-Provence                         | Coudoux ⥋ Aix-en-Provence                         | Coudoux ⥋ Aix-en-Provence                         | Coudoux ⥋ Aix-en-Provence                         | Coudoux ⥋ Aix-en-Provence                         | Coudoux ⥋ Aix-en-Provence                         | Coudoux ⥋ Aix-en-Provence                         | Coudoux ⥋ Aix-en-Provence                         |
| 220   | Ouverture / Fermeture — / — | Longueur —                                        | Durée 55 min                                      | Nb. d’arrêts 41                                   | Matériel Autocars                                 | Jours de fonctionnement L, Ma, Me, J, V, S, D     | Jour / Soir / Nuit / Fêtes O / O / N / O          | Voy. / an —                                       | Exploitant Transdev Bouches-du-Rhône              |
| 220   | Desserte : - Stations et gares desservies : Gare routière d'Aix-en-Provence - Villes desservis : Aix-en-Provence, Éguilles, Ventabren, Coudoux - Arrêts desservis : Baone, Avenue de l'Europe, Les Collets, Collet Poste, Petit Coudoux, Figuiers, La Plantade, Malvallat, Moulin du Pont, Les Batailles, Val Lourdes, La Lecque, La Coopérative, Les Bonfils, La Crémade, Le Berry, Vignes Longues, Vignes Longues Hautes, L'Étoile, Les Peyres, Saint-Rémy, Les Vences, Bompard, Les Cardonniers, École du Cros, Les Lampis, Les Robinsons, Les Tasselles, Les Plantiers, Serpentine, Tourmaline, Les Corindons, Les Valladets, Domaine des Plantiers, Figons Bas, Les Granettes, Baumel, P+R LT CL Jean Pierre Q2, Horloge, Marcel Pagnol, Mouret Gare Routière |                                                   |                                                   |                                                   |                                                   |                                                   |                                                   |                                                   |                                                   |
| 220   | Autre : - Date de dernière mise à jour : 5 octobre 2023. |                                                   |                                                   |                                                   |                                                   |                                                   |                                                   |                                                   |                                                   |
| 220   | Dernière actualisation : — |                                                   |                                                   |                                                   |                                                   |                                                   |                                                   |                                                   |                                                   |
| 240   | Lambesc ⥋ Aix-en-Provence | Lambesc ⥋ Aix-en-Provence                         | Lambesc ⥋ Aix-en-Provence                         | Lambesc ⥋ Aix-en-Provence                         | Lambesc ⥋ Aix-en-Provence                         | Lambesc ⥋ Aix-en-Provence                         | Lambesc ⥋ Aix-en-Provence                         | Lambesc ⥋ Aix-en-Provence                         | Lambesc ⥋ Aix-en-Provence                         |
| 240   | Ouverture / Fermeture — / — | Longueur —                                        | Durée 40 min                                      | Nb. d’arrêts 18                                   | Matériel Autocars                                 | Jours de fonctionnement L, Ma, Me, J, V, S, D     | Jour / Soir / Nuit / Fêtes O / O / N / O          | Voy. / an —                                       | Exploitant Transdev Bouches-du-Rhône              |
| 240   | Desserte : - Stations et gares desservies : Gare routière d'Aix-en-Provence - Villes desservis : Aix-en-Provence, Saint-Cannat, Lambesc - Arrêts desservis : Hôtel de Ville, National, Montée d'Aix, Saint-Louis, Valdenan, Centre, La Galinette, PAE La Pile Budéou, C03, Calisson, C02, La Calade, B20, B21, Célony, Pontier, Pompidou, Gare Routière |                                                   |                                                   |                                                   |                                                   |                                                   |                                                   |                                                   |                                                   |
| 240   | Autre : - Date de dernière mise à jour : 5 octobre 2023. |                                                   |                                                   |                                                   |                                                   |                                                   |                                                   |                                                   |                                                   |
| 240   | Dernière actualisation : — |                                                   |                                                   |                                                   |                                                   |                                                   |                                                   |                                                   |                                                   |
| 241   | Lambesc ⥋ Pôle d'activités d'Aix-en-Provence | Lambesc ⥋ Pôle d'activités d'Aix-en-Provence      | Lambesc ⥋ Pôle d'activités d'Aix-en-Provence      | Lambesc ⥋ Pôle d'activités d'Aix-en-Provence      | Lambesc ⥋ Pôle d'activités d'Aix-en-Provence      | Lambesc ⥋ Pôle d'activités d'Aix-en-Provence      | Lambesc ⥋ Pôle d'activités d'Aix-en-Provence      | Lambesc ⥋ Pôle d'activités d'Aix-en-Provence      | Lambesc ⥋ Pôle d'activités d'Aix-en-Provence      |
| 241   | Ouverture / Fermeture — / — | Longueur —                                        | Durée 62 min                                      | Nb. d’arrêts 40                                   | Matériel Autocars                                 | Jours de fonctionnement L, Ma, Me, J, V           | Jour / Soir / Nuit / Fêtes O / O / N / N          | Voy. / an —                                       | Exploitant Transdev Bouches-du-Rhône              |
| 241   | Desserte : - Villes desservis : Aix-en-Provence, Éguilles, Saint-Cannat, Lambesc - Arrêts desservis : Hôtel de Ville, National, Montée d'Aix, Saint-Louis, Valdenan, Centre, La Galinette, PAE La Pile Budéou, Lignane, Vendange, Les Logissons, Les Fourques, Le Garage, De Gaulle, Les Figons, Vallon des Mourgues, Gare du Pey Blanc, Résidence du Pey Blanc, Saint Mitre, La Raymonde, Amadour, Zone Artisanale, Pôle d'Activités, Le Frère, Ampère, Bessemer, Berthier, Auguste Comte, La Robole, Les Grottes, Pichaury, Parc Club Golf, Foucault, De Broglie, Arago, Fresnel, Descartes, Philibert, Archimède, Ambrogiani, Europôle Arbois |                                                   |                                                   |                                                   |                                                   |                                                   |                                                   |                                                   |                                                   |
| 241   | Autre : - Date de dernière mise à jour : 5 octobre 2023. |                                                   |                                                   |                                                   |                                                   |                                                   |                                                   |                                                   |                                                   |
| 241   | Dernière actualisation : — |                                                   |                                                   |                                                   |                                                   |                                                   |                                                   |                                                   |                                                   |
| 250   | La Roque-d'Anthéron ⥋ Aix-en-Provence | La Roque-d'Anthéron ⥋ Aix-en-Provence             | La Roque-d'Anthéron ⥋ Aix-en-Provence             | La Roque-d'Anthéron ⥋ Aix-en-Provence             | La Roque-d'Anthéron ⥋ Aix-en-Provence             | La Roque-d'Anthéron ⥋ Aix-en-Provence             | La Roque-d'Anthéron ⥋ Aix-en-Provence             | La Roque-d'Anthéron ⥋ Aix-en-Provence             | La Roque-d'Anthéron ⥋ Aix-en-Provence             |
| 250   | Ouverture / Fermeture — / — | Longueur —                                        | Durée 49 min                                      | Nb. d’arrêts 20                                   | Matériel Autocars                                 | Jours de fonctionnement L, Ma, Me, J, V, S, D     | Jour / Soir / Nuit / Fêtes O / O / N / O          | Voy. / an —                                       | Exploitant Transdev Bouches-du-Rhône              |
| 250   | Desserte : - Stations et gares desservies : Gare routière d'Aix-en-Provence - Villes desservis : Aix-en-Provence, Rognes, La Roque-d'Anthéron - Arrêts desservis : Pépinière, Grand Clos, Hôtel de Ville, Jacourelette, Trou de Magnan, Baume, Silvacane, Saint-Christophe, Esplanade Saint-Denis, L'Étape, C03, Calisson, C02, La Calade, B20, B21, Célony, Pontier, Pompidou, Gare Routière |                                                   |                                                   |                                                   |                                                   |                                                   |                                                   |                                                   |                                                   |
| 250   | Autre : - Date de dernière mise à jour : 5 octobre 2023. |                                                   |                                                   |                                                   |                                                   |                                                   |                                                   |                                                   |                                                   |
| 250   | Dernière actualisation : — |                                                   |                                                   |                                                   |                                                   |                                                   |                                                   |                                                   |                                                   |
| 252   | La Roque-d'Anthéron ⥋ Pertuis | La Roque-d'Anthéron ⥋ Pertuis                     | La Roque-d'Anthéron ⥋ Pertuis                     | La Roque-d'Anthéron ⥋ Pertuis                     | La Roque-d'Anthéron ⥋ Pertuis                     | La Roque-d'Anthéron ⥋ Pertuis                     | La Roque-d'Anthéron ⥋ Pertuis                     | La Roque-d'Anthéron ⥋ Pertuis                     | La Roque-d'Anthéron ⥋ Pertuis                     |
| 252   | Ouverture / Fermeture — / — | Longueur —                                        | Durée 40 min                                      | Nb. d’arrêts 20                                   | Matériel Autocars                                 | Jours de fonctionnement L, Ma, Me, J, V           | Jour / Soir / Nuit / Fêtes O / N / N / N          | Voy. / an —                                       | Exploitant Transdev Bouches-du-Rhône              |
| 252   | Desserte : - Stations et gares desservies : Gare de Pertuis - Villes desservis : La Roque-d'Anthéron, Saint-Estève-Janson , Le Puy-Sainte-Réparade, Meyrargues, Pertuis - Arrêts desservis : Pépinière, Grand Clos, Hôtel de Ville, Jacourelette, Trou de Magnan, Baume, Silvacane, Saint-Christophe, Halte Mistral 2, CAT Philibert, Le Puits Neuf, Les Farandoles, Coopérative, Parking Cézanne, La Roubine, Bas du Cours, Les Goirands, La Prise, 08-mai-45, Gare SNCF Q5 |                                                   |                                                   |                                                   |                                                   |                                                   |                                                   |                                                   |                                                   |
| 252   | Autre : - Date de dernière mise à jour : 5 octobre 2023. |                                                   |                                                   |                                                   |                                                   |                                                   |                                                   |                                                   |                                                   |
| 252   | Dernière actualisation : — |                                                   |                                                   |                                                   |                                                   |                                                   |                                                   |                                                   |                                                   |
| 260   | Saint-Estève-Janson ⥋ Aix-en-Provence | Saint-Estève-Janson ⥋ Aix-en-Provence             | Saint-Estève-Janson ⥋ Aix-en-Provence             | Saint-Estève-Janson ⥋ Aix-en-Provence             | Saint-Estève-Janson ⥋ Aix-en-Provence             | Saint-Estève-Janson ⥋ Aix-en-Provence             | Saint-Estève-Janson ⥋ Aix-en-Provence             | Saint-Estève-Janson ⥋ Aix-en-Provence             | Saint-Estève-Janson ⥋ Aix-en-Provence             |
| 260   | Ouverture / Fermeture — / — | Longueur —                                        | Durée 54 min                                      | Nb. d’arrêts 37                                   | Matériel Autocars                                 | Jours de fonctionnement L, Ma, Me, J, V, S, D     | Jour / Soir / Nuit / Fêtes O / O / N / O          | Voy. / an —                                       | Exploitant Transdev Bouches-du-Rhône              |
| 260   | Desserte : - Stations et gares desservies : Gare routière d'Aix-en-Provence - Villes desservis : Saint-Estève-Janson , Le Puy-Sainte-Réparade, Venelles, Aix-en-Provence - Arrêts desservis : Halte Mistral 1, Avaux de Jean, CAT Philibert, Avaux de Jean, La Confrérie, Le Puits Neuf, Les Farandoles, Coopérative, Parking Cézanne, La Roubine, Les Viaux, Cabane, Les Fanettes, Les Savoyants, La Groule, Les Danjauds, Les Bastides, Saint-Canadet, Saint-Roch, Saint-Estève, Les Noisetiers, L'Oratoire, Les Bigourdins, Présidente, D13 Bis, D15, D16, D17, P+R Route Alpes, Moulin, Zola, Bellegarde, Bourse, Silvacane, Pompidou, Mouret Gare Routière |                                                   |                                                   |                                                   |                                                   |                                                   |                                                   |                                                   |                                                   |
| 260   | Autre : - Date de dernière mise à jour : 5 octobre 2023. |                                                   |                                                   |                                                   |                                                   |                                                   |                                                   |                                                   |                                                   |
| 260   | Dernière actualisation : — |                                                   |                                                   |                                                   |                                                   |                                                   |                                                   |                                                   |                                                   |
| 287   | Aix-en-Provence ⥋ Charleval | Aix-en-Provence ⥋ Charleval                       | Aix-en-Provence ⥋ Charleval                       | Aix-en-Provence ⥋ Charleval                       | Aix-en-Provence ⥋ Charleval                       | Aix-en-Provence ⥋ Charleval                       | Aix-en-Provence ⥋ Charleval                       | Aix-en-Provence ⥋ Charleval                       | Aix-en-Provence ⥋ Charleval                       |
| 287   | Ouverture / Fermeture — / — | Longueur —                                        | Durée 50 min                                      | Nb. d’arrêts 19                                   | Matériel Autocars                                 | Jours de fonctionnement L, Ma, Me, J, V           | Jour / Soir / Nuit / Fêtes O / N / N / N          | Voy. / an —                                       | Exploitant Transdev Bouches-du-Rhône              |
| 287   | Desserte : - Villes desservis : Aix-en-Provence, Saint-Cannat, Lambesc, Vernègues, Mallemort, Alleins, Mallemort, Charleval - Arrêts desservis : Stade, Écoles, Cadenières, Pont Royal, Crèche, Raoul Coustet, Dali, Rocassière, Vieille Poste, Cazan Vernegues, La Gare, Centre, La Galinette, PAE La Pile Budéou, Pontier, Gare Routière, Brossolette, Sous Préfecture, La Beauvalle |                                                   |                                                   |                                                   |                                                   |                                                   |                                                   |                                                   |                                                   |
| 287   | Autre : - Date de dernière mise à jour : 5 octobre 2023. |                                                   |                                                   |                                                   |                                                   |                                                   |                                                   |                                                   |                                                   |
| 287   | Dernière actualisation : — |                                                   |                                                   |                                                   |                                                   |                                                   |                                                   |                                                   |                                                   |
| 290   | Aix-en-Provence ⥋ Mimet | Aix-en-Provence ⥋ Mimet                           | Aix-en-Provence ⥋ Mimet                           | Aix-en-Provence ⥋ Mimet                           | Aix-en-Provence ⥋ Mimet                           | Aix-en-Provence ⥋ Mimet                           | Aix-en-Provence ⥋ Mimet                           | Aix-en-Provence ⥋ Mimet                           | Aix-en-Provence ⥋ Mimet                           |
| 290   | Ouverture / Fermeture — / — | Longueur —                                        | Durée 40 min                                      | Nb. d’arrêts 22                                   | Matériel Autocars                                 | Jours de fonctionnement L, Ma, Me, J, V, S, D     | Jour / Soir / Nuit / Fêtes O / O / N / O          | Voy. / an —                                       | Exploitant Transdev Bouches-du-Rhône              |
| 290   | Desserte : - Stations et gares desservies : Gare de Gardanne - Villes desservis : Aix-en-Provence, Gardanne, Mimet - Arrêts desservis : Les Rampauds, Pergine, La Tour, Les Saugeonnes, Les Moulières / La Source, Puits Gérard, Giboux, Pilon du Roy, Biver Centre, Sainte Barbe, Collevieille Cauvet, Avon, Péchiney, Toulon, Avenue des Écoles, Colline, Pôle d'Echanges de Gardanne, Saint-André, Hameau de Valabre, Hameau de Turin, Lycée International de Luynes, Krypton |                                                   |                                                   |                                                   |                                                   |                                                   |                                                   |                                                   |                                                   |
| 290   | Autre : - Date de dernière mise à jour : 5 octobre 2023. |                                                   |                                                   |                                                   |                                                   |                                                   |                                                   |                                                   |                                                   |
| 290   | Dernière actualisation : — |                                                   |                                                   |                                                   |                                                   |                                                   |                                                   |                                                   |                                                   |

### Lignes urbaines

#### Pertuis

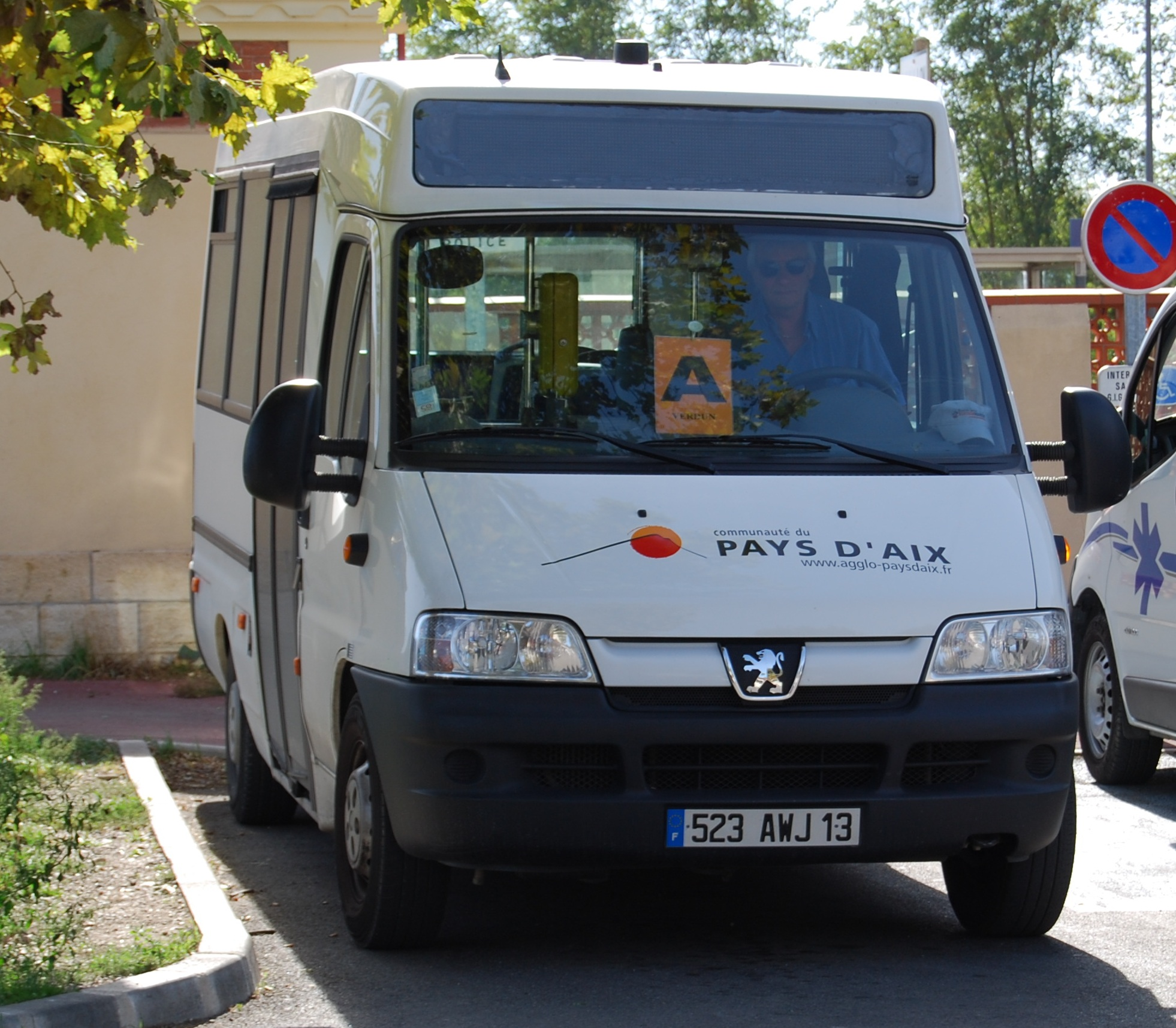
Minibus ligne A (octobre 2009) en attente à la gare

Le réseau urbain de Pertuis compte trois lignes :
| Ligne | Caractéristiques | Caractéristiques           | Caractéristiques           | Caractéristiques           | Caractéristiques           | Caractéristiques                           | Caractéristiques                         | Caractéristiques           | Caractéristiques           |
| 102   | Boiry ⥋ Gare SNCF | Boiry ⥋ Gare SNCF          | Boiry ⥋ Gare SNCF          | Boiry ⥋ Gare SNCF          | Boiry ⥋ Gare SNCF          | Boiry ⥋ Gare SNCF                          | Boiry ⥋ Gare SNCF                        | Boiry ⥋ Gare SNCF          | Boiry ⥋ Gare SNCF          |
| ----- | --- | -------------------------- | -------------------------- | -------------------------- | -------------------------- | ------------------------------------------ | ---------------------------------------- | -------------------------- | -------------------------- |
| 102   | Ouverture / Fermeture 6 mars 2008 / — | Longueur —                 | Durée 20 min               | Nb. d’arrêts 18            | Matériel Minibus           | Jours de fonctionnement L, Ma, Me, J, V, S | Jour / Soir / Nuit / Fêtes O / N / N / N | Voy. / an —                | Exploitant Autocars Sumian |
| 102   | Desserte : - Stations et gares desservies : Gare de Pertuis - Arrêts desservis : Boiry, Asters, Tarascon, Sanclar, Lubéron, Verdun, Pierre Augier, Les Genêts, La Piscine, Lamartine, Roger Bernard, Paul Arène, Saint Victoire, Gare SNCF Q1, 08-mai-45                                                                 |                            |                            |                            |                            |                                            |                                          |                            |                            |
| 102   | Autre : - Date de dernière mise à jour : 1er octobre 2023. |                            |                            |                            |                            |                                            |                                          |                            |                            |
| 102   | Dernière actualisation : — |                            |                            |                            |                            |                                            |                                          |                            |                            |
| 104   | Croix de Gon ⥋ Gare SNCF | Croix de Gon ⥋ Gare SNCF   | Croix de Gon ⥋ Gare SNCF   | Croix de Gon ⥋ Gare SNCF   | Croix de Gon ⥋ Gare SNCF   | Croix de Gon ⥋ Gare SNCF                   | Croix de Gon ⥋ Gare SNCF                 | Croix de Gon ⥋ Gare SNCF   | Croix de Gon ⥋ Gare SNCF   |
| 104   | Ouverture / Fermeture 6 mars 2008 / — | Longueur —                 | Durée 13 min               | Nb. d’arrêts 16            | Matériel Minibus           | Jours de fonctionnement L, Ma, Me, J, V, S | Jour / Soir / Nuit / Fêtes O / N / N / N | Voy. / an —                | Exploitant Autocars Sumian |
| 104   | Desserte : - Stations et gares desservies : Gare de Pertuis - Arrêts desservis : La Croix de Gon, Les Moulières, Hameau de Beaumont, Notre Dame des Anges, Pierre Plantée, Le Gué, La Dévalade, Parking Délavade, Hôpital, Barba, La Treille Muscate, Victor Hugo, République, Brassens, Plaine du Château, Gare SNCF Q1 |                            |                            |                            |                            |                                            |                                          |                            |                            |
| 104   | Autre : - Date de dernière mise à jour : 1er octobre 2023. |                            |                            |                            |                            |                                            |                                          |                            |                            |
| 104   | Dernière actualisation : — |                            |                            |                            |                            |                                            |                                          |                            |                            |
| 105   | Val-de-Durance ⥋ Gare SNCF | Val-de-Durance ⥋ Gare SNCF | Val-de-Durance ⥋ Gare SNCF | Val-de-Durance ⥋ Gare SNCF | Val-de-Durance ⥋ Gare SNCF | Val-de-Durance ⥋ Gare SNCF                 | Val-de-Durance ⥋ Gare SNCF               | Val-de-Durance ⥋ Gare SNCF | Val-de-Durance ⥋ Gare SNCF |
| 105   | Ouverture / Fermeture 6 mars 2008 / — | Longueur —                 | Durée 11 min               | Nb. d’arrêts 8             | Matériel Minibus           | Jours de fonctionnement L, Ma, Me, J, V, S | Jour / Soir / Nuit / Fêtes O / N / N / N | Voy. / an —                | Exploitant Autocars Sumian |
| 105   | Desserte : - Stations et gares desservies : Gare de Pertuis - Arrêts desservis : Lycée Val de Durance, Saint-Colomé, Jean Moulin, La Diane, Garcin, Rollin, Bonnaud, Gare SNCF Q1 |                            |                            |                            |                            |                                            |                                          |                            |                            |
| 105   | Autre : - Date de dernière mise à jour : 1er octobre 2023. |                            |                            |                            |                            |                                            |                                          |                            |                            |
| 105   | Dernière actualisation : — |                            |                            |                            |                            |                                            |                                          |                            |                            |

#### Gardanne
Le réseau urbain de Gardanne (anciennement « Omnibus ») compte deux lignes :
| Ligne | Caractéristiques | Caractéristiques                           | Caractéristiques                           | Caractéristiques                           | Caractéristiques                           | Caractéristiques                              | Caractéristiques                           | Caractéristiques                           | Caractéristiques                           |
| 182   | Collevieille Cauvet ⥋ Gare routière / SNCF | Collevieille Cauvet ⥋ Gare routière / SNCF | Collevieille Cauvet ⥋ Gare routière / SNCF | Collevieille Cauvet ⥋ Gare routière / SNCF | Collevieille Cauvet ⥋ Gare routière / SNCF | Collevieille Cauvet ⥋ Gare routière / SNCF    | Collevieille Cauvet ⥋ Gare routière / SNCF | Collevieille Cauvet ⥋ Gare routière / SNCF | Collevieille Cauvet ⥋ Gare routière / SNCF |
| ----- | --- | ------------------------------------------ | ------------------------------------------ | ------------------------------------------ | ------------------------------------------ | --------------------------------------------- | ------------------------------------------ | ------------------------------------------ | ------------------------------------------ |
| 182   | Ouverture / Fermeture — / — | Longueur —                                 | Durée 15 min                               | Nb. d’arrêts 20                            | Matériel Midibus                           | Jours de fonctionnement L, Ma, Me, J, V, S, D | Jour / Soir / Nuit / Fêtes O / N / N / O   | Voy. / an —                                | Exploitant Transdev Bouches-du-Rhône       |
| 182   | Desserte : - Stations et gares desservies : Gare de Gardanne - Arrêts desservis : Collevielle Cauvet, Sainte Barbe, Biver Centre, Les Azalées / La Poste, Saint Pierre Galetti, Collège Pesquier, Les Roseaux de Cézanne, Route Blanche, Font du Roy, Médiathèque, Côteaux de Veline, Anciens Combattants, Lycée Fourcade, Toulon, Avenue des Ecoles, Colline des Frères, Pôle d'Echanges de Gardanne |                                            |                                            |                                            |                                            |                                               |                                            |                                            |                                            |
| 182   | Autre : - Date de dernière mise à jour : 1er octobre 2023. |                                            |                                            |                                            |                                            |                                               |                                            |                                            |                                            |
| 182   | Dernière actualisation : — |                                            |                                            |                                            |                                            |                                               |                                            |                                            |                                            |
| 183   | 8-Mai-1945 ⥋ Gare routière / SNCF | 8-Mai-1945 ⥋ Gare routière / SNCF          | 8-Mai-1945 ⥋ Gare routière / SNCF          | 8-Mai-1945 ⥋ Gare routière / SNCF          | 8-Mai-1945 ⥋ Gare routière / SNCF          | 8-Mai-1945 ⥋ Gare routière / SNCF             | 8-Mai-1945 ⥋ Gare routière / SNCF          | 8-Mai-1945 ⥋ Gare routière / SNCF          | 8-Mai-1945 ⥋ Gare routière / SNCF          |
| 183   | Ouverture / Fermeture — / — | Longueur —                                 | Durée 29 min                               | Nb. d’arrêts 30                            | Matériel Midibus                           | Jours de fonctionnement L, Ma, Me, J, V, S, D | Jour / Soir / Nuit / Fêtes O / N / N / O   | Voy. / an —                                | Exploitant Transdev Bouches-du-Rhône       |
| 183   | Desserte : - Stations et gares desservies : Gare de Gardanne - Arrêts desservis : 8-mai-45, Parking Savine, Maison du Peuple, Saint Roch, Avenue de Nice, Brossolette Lycée Fourcade, La Crau, Notre Dame, Château Pitty, Claou, La Pinède du Calou, La Virgina, Les Oliviers, Font de Garach, Centre Charpak, Norias, Maison de Retraite, Collège Pesquier, Toulon, Avenue des Ecoles, Colline des Frères, Pôle d'Echanges de Gardanne, Fontvenelle, Acacias, Parc d'Activités, Bompertuis, Puits Morandat, La Plaine, Zone d'Activités Avon |                                            |                                            |                                            |                                            |                                               |                                            |                                            |                                            |
| 183   | Autre : - Date de dernière mise à jour : 1er octobre 2023. |                                            |                                            |                                            |                                            |                                               |                                            |                                            |                                            |
| 183   | Dernière actualisation : — |                                            |                                            |                                            |                                            |                                               |                                            |                                            |                                            |

À Aix-en-Provence et Venelles, les transports sont assurés par Aix en bus.
Vitrolles et Les Pennes-Mirabeau sont desservies par Salon Etang Côte Bleue, qui dessert également les communes des territoires de Marseille-Provence et du Pays salonais.

### Transport à la demande
Ce service crée le 2 avril 2012 dessert les communes suivantes : Cabriès, Bouc-Bel-Air, Simiane-Collongue, Mimet,Meyreuil, Rousset et Lambesc. Le service est étendu à partir du 9 juillet 2012 aux communes de Rognes, Coudoux et Ventabren. 
Depuis le 1er mars 2009, le pays d'Aix assure le transport de personnes à mobilité réduite sur son périmètre. Le service est exploité par Suma et Pastouret à l'aide de minibus Peugeot Boxer et Citroën Jumper aménagés par Gruau.

### Lignes supprimées
| Ligne | Caractéristiques | Caractéristiques                                               | Caractéristiques                                               | Caractéristiques                                               | Caractéristiques                                               | Caractéristiques                                               | Caractéristiques                                               | Caractéristiques                                               | Caractéristiques                                               |
| 103   | Piscine ⥋ ZAC Terre du Fort | Piscine ⥋ ZAC Terre du Fort                                    | Piscine ⥋ ZAC Terre du Fort                                    | Piscine ⥋ ZAC Terre du Fort                                    | Piscine ⥋ ZAC Terre du Fort                                    | Piscine ⥋ ZAC Terre du Fort                                    | Piscine ⥋ ZAC Terre du Fort                                    | Piscine ⥋ ZAC Terre du Fort                                    | Piscine ⥋ ZAC Terre du Fort                                    |
| ----- | --- | -------------------------------------------------------------- | -------------------------------------------------------------- | -------------------------------------------------------------- | -------------------------------------------------------------- | -------------------------------------------------------------- | -------------------------------------------------------------- | -------------------------------------------------------------- | -------------------------------------------------------------- |
| 103   | Ouverture / Fermeture 6 mars 2008 / 2022 | Longueur —                                                     | Durée 13 min                                                   | Nb. d’arrêts 13                                                | Matériel —                                                     | Jours de fonctionnement L, Ma, Me, J, V, S                     | Jour / Soir / Nuit / Fêtes O / N / N / N                       | Voy. / an —                                                    | Exploitant Autocars Sumian                                     |
| 103   | Desserte : - Stations et gares desservies : Gare de Pertuis - Villes desservis : Pertuis - Arrêts desservis : Piscine, Les Genêts, Pierre Augier, Lamartine, Roger Bernard, Paul Arène, Sainte-Victoire, Gare SNCF, 8 Mai 1945, Herborn, Martin, Trésorerie, ZAC Terre du Fort |                                                                |                                                                |                                                                |                                                                |                                                                |                                                                |                                                                |                                                                |
| 103   | Autre : - Date de dernière mise à jour : 1er octobre 2023. |                                                                |                                                                |                                                                |                                                                |                                                                |                                                                |                                                                |                                                                |
| 103   | Dernière actualisation : — |                                                                |                                                                |                                                                |                                                                |                                                                |                                                                |                                                                |                                                                |
| 106   | Saint-Joseph ⥋ Gare SNCF | Saint-Joseph ⥋ Gare SNCF                                       | Saint-Joseph ⥋ Gare SNCF                                       | Saint-Joseph ⥋ Gare SNCF                                       | Saint-Joseph ⥋ Gare SNCF                                       | Saint-Joseph ⥋ Gare SNCF                                       | Saint-Joseph ⥋ Gare SNCF                                       | Saint-Joseph ⥋ Gare SNCF                                       | Saint-Joseph ⥋ Gare SNCF                                       |
| 106   | Ouverture / Fermeture 1er septembre 2015 / 2020 | Longueur —                                                     | Durée 13 min                                                   | Nb. d’arrêts 13                                                | Matériel Autocars                                              | Jours de fonctionnement L, Ma, Me, J, V, S                     | Jour / Soir / Nuit / Fêtes O / N / N / N                       | Voy. / an —                                                    | Exploitant Cars du Pays d’Aix                                  |
| 106   | Desserte : - Stations et gares desservies : Gare de Pertuis - Villes desservis : Pertuis - Arrêts desservis : Saint-Joseph, Mauron, Les Jardins, Parking Devalade, Hôpital, Barba, La Treille Muscate, Victor Hugo, République, Vieux Moulins, Les Moulins, Dourdouille, Gare SNCF |                                                                |                                                                |                                                                |                                                                |                                                                |                                                                |                                                                |                                                                |
| 106   | Autre : - Date de dernière mise à jour : 1er octobre 2023. |                                                                |                                                                |                                                                |                                                                |                                                                |                                                                |                                                                |                                                                |
| 106   | Dernière actualisation : — |                                                                |                                                                |                                                                |                                                                |                                                                |                                                                |                                                                |                                                                |
| 130   | Aix-en-Provence Gare Routière ⥋ Venelles Centre | Aix-en-Provence Gare Routière ⥋ Venelles Centre                | Aix-en-Provence Gare Routière ⥋ Venelles Centre                | Aix-en-Provence Gare Routière ⥋ Venelles Centre                | Aix-en-Provence Gare Routière ⥋ Venelles Centre                | Aix-en-Provence Gare Routière ⥋ Venelles Centre                | Aix-en-Provence Gare Routière ⥋ Venelles Centre                | Aix-en-Provence Gare Routière ⥋ Venelles Centre                | Aix-en-Provence Gare Routière ⥋ Venelles Centre                |
| 130   | Ouverture / Fermeture — / — | Longueur —                                                     | Durée —                                                        | Nb. d’arrêts —                                                 | Matériel Autocars                                              | Jours de fonctionnement —                                      | Jour / Soir / Nuit / Fêtes — / — / — / —                       | Voy. / an —                                                    | Exploitant SUMA                                                |
| 130   | Desserte : — |                                                                |                                                                |                                                                |                                                                |                                                                |                                                                |                                                                |                                                                |
| 130   | Autre : Cette ligne a été remplacée par la ligne Aix en Bus 25. - Date de dernière mise à jour : 2 octobre 2023. |                                                                |                                                                |                                                                |                                                                |                                                                |                                                                |                                                                |                                                                |
| 130   | Dernière actualisation : — |                                                                |                                                                |                                                                |                                                                |                                                                |                                                                |                                                                |                                                                |
| 131   | Mouret - Gare Routière ⥋ Plan d'Aillane | Mouret - Gare Routière ⥋ Plan d'Aillane                        | Mouret - Gare Routière ⥋ Plan d'Aillane                        | Mouret - Gare Routière ⥋ Plan d'Aillane                        | Mouret - Gare Routière ⥋ Plan d'Aillane                        | Mouret - Gare Routière ⥋ Plan d'Aillane                        | Mouret - Gare Routière ⥋ Plan d'Aillane                        | Mouret - Gare Routière ⥋ Plan d'Aillane                        | Mouret - Gare Routière ⥋ Plan d'Aillane                        |
| 131   | Ouverture / Fermeture juin 2017 / — | Longueur —                                                     | Durée 20 min                                                   | Nb. d’arrêts 11                                                | Matériel Autocars                                              | Jours de fonctionnement L, Ma, Me, J, V                        | Jour / Soir / Nuit / Fêtes O / N / N / —                       | Voy. / an —                                                    | Exploitant Société des Autocars de Provence                    |
| 131   | Desserte : - Stations et gares desservies : Gare routière d'Aix-en-Provence - Villes desservis : Aix-en-Provence - Arrêts desservis : Mouret - Gare Routière, Mouret, P+R Aréna, Maison d'arrêt, Baltard, Bessemer, Ampère, Le Frère, Pôle d'Activités, Zone Artisanale, Plan d'Aillane |                                                                |                                                                |                                                                |                                                                |                                                                |                                                                |                                                                |                                                                |
| 131   | Autre : - Date de dernière mise à jour : 2 octobre 2023. |                                                                |                                                                |                                                                |                                                                |                                                                |                                                                |                                                                |                                                                |
| 131   | Dernière actualisation : — |                                                                |                                                                |                                                                |                                                                |                                                                |                                                                |                                                                |                                                                |
| 141   | St Marc-Jaumegarde ⥋ Aix-en-Provence | St Marc-Jaumegarde ⥋ Aix-en-Provence                           | St Marc-Jaumegarde ⥋ Aix-en-Provence                           | St Marc-Jaumegarde ⥋ Aix-en-Provence                           | St Marc-Jaumegarde ⥋ Aix-en-Provence                           | St Marc-Jaumegarde ⥋ Aix-en-Provence                           | St Marc-Jaumegarde ⥋ Aix-en-Provence                           | St Marc-Jaumegarde ⥋ Aix-en-Provence                           | St Marc-Jaumegarde ⥋ Aix-en-Provence                           |
| 141   | Ouverture / Fermeture — / — | Longueur —                                                     | Durée —                                                        | Nb. d’arrêts —                                                 | Matériel —                                                     | Jours de fonctionnement —                                      | Jour / Soir / Nuit / Fêtes — / — / — / —                       | Voy. / an —                                                    | Dépôt —                                                        |
| 141   | Desserte : - Stations et gares desservies : Gare routière d'Aix-en-Provence - Villes desservis : Aix-en-Provence, Saint-Marc-Jaumegarde - Arrêts desservis (Principaux arrêts) : Gare Routière / Gare SNCF, Les Trois Bons Dieux, Domaine Prignan |                                                                |                                                                |                                                                |                                                                |                                                                |                                                                |                                                                |                                                                |
| 141   | Autre : - Date de dernière mise à jour : 2 octobre 2023. |                                                                |                                                                |                                                                |                                                                |                                                                |                                                                |                                                                |                                                                |
| 141   | Dernière actualisation : — |                                                                |                                                                |                                                                |                                                                |                                                                |                                                                |                                                                |                                                                |
| 151   | Pertuis Gare Routière ⥋ Saint-Paul-lès-Durance C.E.A Cadarache | Pertuis Gare Routière ⥋ Saint-Paul-lès-Durance C.E.A Cadarache | Pertuis Gare Routière ⥋ Saint-Paul-lès-Durance C.E.A Cadarache | Pertuis Gare Routière ⥋ Saint-Paul-lès-Durance C.E.A Cadarache | Pertuis Gare Routière ⥋ Saint-Paul-lès-Durance C.E.A Cadarache | Pertuis Gare Routière ⥋ Saint-Paul-lès-Durance C.E.A Cadarache | Pertuis Gare Routière ⥋ Saint-Paul-lès-Durance C.E.A Cadarache | Pertuis Gare Routière ⥋ Saint-Paul-lès-Durance C.E.A Cadarache | Pertuis Gare Routière ⥋ Saint-Paul-lès-Durance C.E.A Cadarache |
| 151   | Ouverture / Fermeture — / — | Longueur —                                                     | Durée 50 min                                                   | Nb. d’arrêts 19                                                | Matériel —                                                     | Jours de fonctionnement L, Ma, Me, J, V                        | Jour / Soir / Nuit / Fêtes O / N / N / N                       | Voy. / an —                                                    | Exploitant Autocars Sumian                                     |
| 151   | Desserte : - Villes desservis : Saint-Paul-lès-Durance, Jouques, Peyrolles, Meyrargues, Pertuis - Arrêts desservis : CEA/Hameau, Z.A.C, Centre, Le Couloubeau, Le Petit Colombier, Mairie, Église, Sainte-Marguerite, Vallon des Asseaux, Centre médical, Saint-Jean, Les Violettes, Centre, Les Trois Gares, Centre commercial, Bibliothèque, Pré Bosque, 08 Mai 1945, Place Garcin |                                                                |                                                                |                                                                |                                                                |                                                                |                                                                |                                                                |                                                                |
| 151   | Autre : - Date de dernière mise à jour : 1er octobre 2023. |                                                                |                                                                |                                                                |                                                                |                                                                |                                                                |                                                                |                                                                |
| 151   | Dernière actualisation : — |                                                                |                                                                |                                                                |                                                                |                                                                |                                                                |                                                                |                                                                |
| 181   | Meyreuil ⥋ Aix-en-Provence via Gardanne | Meyreuil ⥋ Aix-en-Provence via Gardanne                        | Meyreuil ⥋ Aix-en-Provence via Gardanne                        | Meyreuil ⥋ Aix-en-Provence via Gardanne                        | Meyreuil ⥋ Aix-en-Provence via Gardanne                        | Meyreuil ⥋ Aix-en-Provence via Gardanne                        | Meyreuil ⥋ Aix-en-Provence via Gardanne                        | Meyreuil ⥋ Aix-en-Provence via Gardanne                        | Meyreuil ⥋ Aix-en-Provence via Gardanne                        |
| 181   | Ouverture / Fermeture — / — | Longueur —                                                     | Durée 35 min                                                   | Nb. d’arrêts —                                                 | Matériel Autocars                                              | Jours de fonctionnement —                                      | Jour / Soir / Nuit / Fêtes — / — / — / —                       | Voy. / an —                                                    | Exploitant SUMA                                                |
| 181   | Desserte : — |                                                                |                                                                |                                                                |                                                                |                                                                |                                                                |                                                                |                                                                |
| 181   | Autre : - Date de dernière mise à jour : 5 octobre 2023. |                                                                |                                                                |                                                                |                                                                |                                                                |                                                                |                                                                |                                                                |
| 181   | Dernière actualisation : — |                                                                |                                                                |                                                                |                                                                |                                                                |                                                                |                                                                |                                                                |
| 184   | École Saint-Joseph ⥋ Zone d'activités Avon | École Saint-Joseph ⥋ Zone d'activités Avon                     | École Saint-Joseph ⥋ Zone d'activités Avon                     | École Saint-Joseph ⥋ Zone d'activités Avon                     | École Saint-Joseph ⥋ Zone d'activités Avon                     | École Saint-Joseph ⥋ Zone d'activités Avon                     | École Saint-Joseph ⥋ Zone d'activités Avon                     | École Saint-Joseph ⥋ Zone d'activités Avon                     | École Saint-Joseph ⥋ Zone d'activités Avon                     |
| 184   | Ouverture / Fermeture — / — | Longueur —                                                     | Durée 20 min                                                   | Nb. d’arrêts 20                                                | Matériel —                                                     | Jours de fonctionnement L, Ma, Me, J, V, S                     | Jour / Soir / Nuit / Fêtes O / N / N / N                       | Voy. / an —                                                    | Exploitant Compagnie des Autocars de Provence                  |
| 184   | Desserte : - Stations et gares desservies : Gare de Gardanne - Villes desservis : Gardanne - Arrêts desservis : École Saint-Joseph, Saint Joseph, Parking Savine, Maison du Peuple, Saint-Roch, Avenue de Nice, Lycée Fourcade, Combattants, Côteaux Veline, Toulon, Avenue des Écoles, Colline, Gare SNCF, Fontvenelle, Acacias, Parc d'Activités, Bompertuis, Puits Morandat, La Plaine, Zone d'activités Avon |                                                                |                                                                |                                                                |                                                                |                                                                |                                                                |                                                                |                                                                |
| 184   | Autre : - Date de dernière mise à jour : 1er octobre 2023. |                                                                |                                                                |                                                                |                                                                |                                                                |                                                                |                                                                |                                                                |
| 184   | Dernière actualisation : — |                                                                |                                                                |                                                                |                                                                |                                                                |                                                                |                                                                |                                                                |
| 192   | Vallat le Bus Ligne 3 | Vallat le Bus Ligne 3                                          | Vallat le Bus Ligne 3                                          | Vallat le Bus Ligne 3                                          | Vallat le Bus Ligne 3                                          | Vallat le Bus Ligne 3                                          | Vallat le Bus Ligne 3                                          | Vallat le Bus Ligne 3                                          | Vallat le Bus Ligne 3                                          |
| 192   | Hôtel de Ville ⥋ Gare SNCF de Simiane-Collongue |                                                                |                                                                |                                                                |                                                                |                                                                |                                                                |                                                                |                                                                |
| 192   | Ouverture / Fermeture 1er avril 2001 / 31 mars 2012 | Longueur —                                                     | Durée —                                                        | Nb. d’arrêts —                                                 | Matériel Minibus                                               | Jours de fonctionnement —                                      | Jour / Soir / Nuit / Fêtes — / — / — / —                       | Voy. / an —                                                    | Exploitant SUMA                                                |
| 192   | Desserte : - Stations et gares desservies : Gare de Simiane - Villes desservis : Simiane-Collongue, Bouc-Bel-Air - Arrêts desservis (Principaux arrêts) : Putis, les Frères, Vignes, Gadie, Migraniers, Gare SNCF |                                                                |                                                                |                                                                |                                                                |                                                                |                                                                |                                                                |                                                                |
| 192   | Évolution : Depuis le 2 avril 2012, il est remplacé par le service de transport à la demande. Autre : - Date de dernière mise à jour : 5 octobre 2023. |                                                                |                                                                |                                                                |                                                                |                                                                |                                                                |                                                                |                                                                |
| 192   | Dernière actualisation : — |                                                                |                                                                |                                                                |                                                                |                                                                |                                                                |                                                                |                                                                |
| 193   | Vallat le Bus Ligne 1 | Vallat le Bus Ligne 1                                          | Vallat le Bus Ligne 1                                          | Vallat le Bus Ligne 1                                          | Vallat le Bus Ligne 1                                          | Vallat le Bus Ligne 1                                          | Vallat le Bus Ligne 1                                          | Vallat le Bus Ligne 1                                          | Vallat le Bus Ligne 1                                          |
| 193   | Domaine du Realtor ⥋ Cinéma (Plan de Campagne) |                                                                |                                                                |                                                                |                                                                |                                                                |                                                                |                                                                |                                                                |
| 193   | Ouverture / Fermeture 1er avril 2001 / 31 mars 2012 | Longueur —                                                     | Durée —                                                        | Nb. d’arrêts —                                                 | Matériel Minibus                                               | Jours de fonctionnement —                                      | Jour / Soir / Nuit / Fêtes — / — / — / —                       | Voy. / an —                                                    | Exploitant SUMA                                                |
| 193   | Desserte : - Villes desservis : Cabriès - Arrêts desservis (Principaux arrêts) : Domaine du Réaltor, Centre Commercial de Calas, la Trébillane, COSEC, le Ceps, Centre de Cabriès, Plan de Campagne |                                                                |                                                                |                                                                |                                                                |                                                                |                                                                |                                                                |                                                                |
| 193   | Évolution : Depuis le 2 avril 2012, il est remplacé par le service de transport à la demande. Autre : - Date de dernière mise à jour : 5 octobre 2023. |                                                                |                                                                |                                                                |                                                                |                                                                |                                                                |                                                                |                                                                |
| 193   | Dernière actualisation : — |                                                                |                                                                |                                                                |                                                                |                                                                |                                                                |                                                                |                                                                |
| 202   | Plan-de-Campagne ⥋ Plan-de-Campagne | Plan-de-Campagne ⥋ Plan-de-Campagne                            | Plan-de-Campagne ⥋ Plan-de-Campagne                            | Plan-de-Campagne ⥋ Plan-de-Campagne                            | Plan-de-Campagne ⥋ Plan-de-Campagne                            | Plan-de-Campagne ⥋ Plan-de-Campagne                            | Plan-de-Campagne ⥋ Plan-de-Campagne                            | Plan-de-Campagne ⥋ Plan-de-Campagne                            | Plan-de-Campagne ⥋ Plan-de-Campagne                            |
| 202   | Ouverture / Fermeture 16 décembre 2015 / 1er mai 2017 | Longueur —                                                     | Durée —                                                        | Nb. d’arrêts 7                                                 | Matériel Minibus                                               | Jours de fonctionnement Ma, Me, J, V, S, D                     | Jour / Soir / Nuit / Fêtes O / N / N / —                       | Voy. / an —                                                    | Dépôt —                                                        |
| 202   | Desserte : - Villes desservis : Les Pennes-Mirabeau, Cabriès - Arrêts desservis : Leclerc, Foire, Avant Cap, Émile, Cinéma, Les Rigons, Bowling |                                                                |                                                                |                                                                |                                                                |                                                                |                                                                |                                                                |                                                                |
| 202   | Autre : - Date de dernière mise à jour : 2 octobre 2023. |                                                                |                                                                |                                                                |                                                                |                                                                |                                                                |                                                                |                                                                |
| 202   | Dernière actualisation : — |                                                                |                                                                |                                                                |                                                                |                                                                |                                                                |                                                                |                                                                |
| 230   | Éguilles ⥋ Aix-en-Provence | Éguilles ⥋ Aix-en-Provence                                     | Éguilles ⥋ Aix-en-Provence                                     | Éguilles ⥋ Aix-en-Provence                                     | Éguilles ⥋ Aix-en-Provence                                     | Éguilles ⥋ Aix-en-Provence                                     | Éguilles ⥋ Aix-en-Provence                                     | Éguilles ⥋ Aix-en-Provence                                     | Éguilles ⥋ Aix-en-Provence                                     |
| 230   | Ouverture / Fermeture — / 3 janvier 2022 | Longueur —                                                     | Durée 35 min                                                   | Nb. d’arrêts 30                                                | Matériel Autocars                                              | Jours de fonctionnement L, Ma, Me, J, V, S, D                  | Jour / Soir / Nuit / Fêtes O / O / N / O                       | Voy. / an —                                                    | Exploitant Cars du Pays d’Aix                                  |
| 230   | Desserte : - Stations et gares desservies : Gare routière d'Aix-en-Provence - Villes desservis : Aix-en-Provence, Éguilles - Arrêts desservis : Gare Routière, De Lesseps, Tubingen, Scotto, Saint-John Perse, Marcel Pagnol, Saint-Mitre, Amadour, La Raymonde, Résidence du Pey Blanc, Gare du Pey Blanc, Vallons des Mourgues, Les Figons, De Gaulle, Le Garage, Les Fourques, Les Logissons, Coopérative, Leonce Artaud, Éguilles Vieilles, Les Lampis, École du Cros, Les Robinsons, Les Tasselles, Les Plantiers, Serpentine, Tourmaline, Les Corindons, Les Valladets, Bompard |                                                                |                                                                |                                                                |                                                                |                                                                |                                                                |                                                                |                                                                |
| 230   | Autre : Cette ligne a été remplacée par la ligne Aix en Bus 26 le 3 janvier 2022. - Date de dernière mise à jour : 2 octobre 2023. |                                                                |                                                                |                                                                |                                                                |                                                                |                                                                |                                                                |                                                                |
| 230   | Dernière actualisation : — |                                                                |                                                                |                                                                |                                                                |                                                                |                                                                |                                                                |                                                                |
| 251   | Pertuis Place Garcin ⥋ La Roque-d'Anthéron Le Grand Clos | Pertuis Place Garcin ⥋ La Roque-d'Anthéron Le Grand Clos       | Pertuis Place Garcin ⥋ La Roque-d'Anthéron Le Grand Clos       | Pertuis Place Garcin ⥋ La Roque-d'Anthéron Le Grand Clos       | Pertuis Place Garcin ⥋ La Roque-d'Anthéron Le Grand Clos       | Pertuis Place Garcin ⥋ La Roque-d'Anthéron Le Grand Clos       | Pertuis Place Garcin ⥋ La Roque-d'Anthéron Le Grand Clos       | Pertuis Place Garcin ⥋ La Roque-d'Anthéron Le Grand Clos       | Pertuis Place Garcin ⥋ La Roque-d'Anthéron Le Grand Clos       |
| 251   | Ouverture / Fermeture — / — | Longueur —                                                     | Durée 30 min                                                   | Nb. d’arrêts 17                                                | Matériel —                                                     | Jours de fonctionnement L, Ma, Me, J, V, S                     | Jour / Soir / Nuit / Fêtes O / N / N / —                       | Voy. / an —                                                    | Exploitant Cars du Pays d'Aix                                  |
| 251   | Desserte : - Villes desservis : La Roque-d'Anthéron, Saint-Estève-Janson, Le Puy-Sainte-Réparade, Pertuis - Arrêts desservis : Le Grand Clos, Salle des fêtes, La Jacourelette, Le Trou Magnan, La Baume, Silvacane, Hôtel de ville, Avaux de Jean (CAT), Les Gieilles, Le Puits Neuf, Les Farandoles, Parking Cézanne, La Roubine, Bas du cours, Les Goirands, 8 mai 1945, Place Garcin |                                                                |                                                                |                                                                |                                                                |                                                                |                                                                |                                                                |                                                                |
| 251   | Autre : - Date de dernière mise à jour : 5 octobre 2023. |                                                                |                                                                |                                                                |                                                                |                                                                |                                                                |                                                                |                                                                |
| 251   | Dernière actualisation : — |                                                                |                                                                |                                                                |                                                                |                                                                |                                                                |                                                                |                                                                |
| 270   | Les Pennes-Mirabeau ⥋ Aix-en-Provence | Les Pennes-Mirabeau ⥋ Aix-en-Provence                          | Les Pennes-Mirabeau ⥋ Aix-en-Provence                          | Les Pennes-Mirabeau ⥋ Aix-en-Provence                          | Les Pennes-Mirabeau ⥋ Aix-en-Provence                          | Les Pennes-Mirabeau ⥋ Aix-en-Provence                          | Les Pennes-Mirabeau ⥋ Aix-en-Provence                          | Les Pennes-Mirabeau ⥋ Aix-en-Provence                          | Les Pennes-Mirabeau ⥋ Aix-en-Provence                          |
| 270   | Ouverture / Fermeture — / 1er septembre 2023 | Longueur 26 km                                                 | Durée 45 min                                                   | Nb. d’arrêts 15                                                | Matériel Autocars                                              | Jours de fonctionnement L, Ma, Me, J, V, S                     | Jour / Soir / Nuit / Fêtes O / N / N / N                       | Voy. / an —                                                    | Exploitant SUMA                                                |
| 270   | Desserte : - Stations et gares desservies : Gare routière d'Aix-en-Provence - Villes desservis : Les Pennes-Mirabeau, Luynes, Aix-en-Provence - Arrêts desservis : Mouret / Gare Routière, Mouret, Luynes Lycée, Rampelin, Trois Pigeons, Square Général de Gaulle, Cadeneaux Stade, Le Clos Idéal, Vieille Route de la Gavotte, Monaco, Jeanne d'Arc, Les Tabords, Gavotte Mairie, Mitterrand, Octroi |                                                                |                                                                |                                                                |                                                                |                                                                |                                                                |                                                                |                                                                |
| 270   | Autre : - Date de dernière mise à jour : 1er octobre 2023. |                                                                |                                                                |                                                                |                                                                |                                                                |                                                                |                                                                |                                                                |
| 270   | Dernière actualisation : — |                                                                |                                                                |                                                                |                                                                |                                                                |                                                                |                                                                |                                                                |
| 271   | Les Pennes-Mirabeau ⥋ Pôle d'activités d'Aix-en-Provence | Les Pennes-Mirabeau ⥋ Pôle d'activités d'Aix-en-Provence       | Les Pennes-Mirabeau ⥋ Pôle d'activités d'Aix-en-Provence       | Les Pennes-Mirabeau ⥋ Pôle d'activités d'Aix-en-Provence       | Les Pennes-Mirabeau ⥋ Pôle d'activités d'Aix-en-Provence       | Les Pennes-Mirabeau ⥋ Pôle d'activités d'Aix-en-Provence       | Les Pennes-Mirabeau ⥋ Pôle d'activités d'Aix-en-Provence       | Les Pennes-Mirabeau ⥋ Pôle d'activités d'Aix-en-Provence       | Les Pennes-Mirabeau ⥋ Pôle d'activités d'Aix-en-Provence       |
| 271   | Ouverture / Fermeture 23 février 2015 / — | Longueur —                                                     | Durée —                                                        | Nb. d’arrêts —                                                 | Matériel Autocars                                              | Jours de fonctionnement —                                      | Jour / Soir / Nuit / Fêtes — / — / — / —                       | Voy. / an —                                                    | Exploitant Keolis SAP                                          |
| 271   | Desserte : - Stations et gares desservies : Gare d'Aix-en-Provence TGV - Villes desservis : Les Pennes-Mirabeau, Vitrolles, Aix-en-Provence - Arrêts desservis (Principaux arrêts) : Octroi, Jeanne d'Arc, Le Clos Idéal, Square Général de Gaulle, La Renadière, Les Pinchinades RD 9, Gare TGV, Lagreumeuse, Arago, Parc Club du Golf, La Robole, Bessemer, Pôle d'Activités, Plan d'Aillane |                                                                |                                                                |                                                                |                                                                |                                                                |                                                                |                                                                |                                                                |
| 271   | Autre : - Date de dernière mise à jour : 2 octobre 2023. |                                                                |                                                                |                                                                |                                                                |                                                                |                                                                |                                                                |                                                                |
| 271   | Dernière actualisation : — |                                                                |                                                                |                                                                |                                                                |                                                                |                                                                |                                                                |                                                                |

## Autres réseaux
Le pays d'Aix est desservi par trois lignes lecar (Cartreize).

## Parc de véhicules
En janvier 2025, le parc d'autobus du réseau Pays d'Aix Mobilité est composé de 310 véhicules dont 7 midibus, 17 minibus et 286 autocars. Au sein de cette flotte, 6 bus fonctionnent à l'électrique, les autres véhicules sont équipés de moteurs Diesel.

### Midibus
| Constructeur | Modèle      | Nombre | Numéros de parc                       | Période de mise en service   | Affectation | Exploitant                | Observation |
| ------------ | ----------- | ------ | ------------------------------------- | ---------------------------- | ----------- | ------------------------- | ----------- |
| Heuliez Bus  | GX 127      | 1      | 99410                                 | Novembre 2008                | 182, 183    | Transdev Bouches-du-Rhône | –           |
| Heuliez Bus  | GX 137 ELEC | 6      | 110779, 110891-110893, 110948, 110986 | Entre avril 2022 à juin 2022 | 182, 183    | Transdev Bouches-du-Rhône | –           |

### Minibus
| Constructeur  | Modèle           | Nombre | Numéros de parc      | Période de mise en service    | Affectation   | Exploitant      | Observation |
| ------------- | ---------------- | ------ | -------------------- | ----------------------------- | ------------- | --------------- | ----------- |
| Citroën       | Jumper II        | 5      | 2025-2026, 2029-2031 | Entre mars 2024 et avril 2024 | TAD           | SUMA            | –           |
| Citroën       | Jumper II TPMR   | 3      | 1112-1113, 1117      | Juillet 2016                  | TAD           | SUMA            | –           |
| Dietrich      | City 23          | 3      | 180-181, 183         | Juin 2021                     | 102, 104, 105 | Autocars Sumian | –           |
| Dietrich      | Modulis 20       | 3      | 2022 + 2 inconnu     | Janvier 2024                  | TAD           | SUMA            | –           |
| Iveco Bus     | Daily Pop        | 1      | + 1 inconnu          | Septembre 2024                | TAD           | SUMA            | –           |
| Mercedes-Benz | Sprinter City 45 | 1      | 184                  | Juin 2021                     | 102, 104, 105 | Autocars Sumian | –           |
| Volkswagen    | Caddy TPMR       | 1      | 2017                 | Décembre 2023                 | TAD           | SUMA            | –           |

### Autocars
| Constructeur  | Modèle                 | Nombre | Numéros de parc | Période de mise en service          | Affectation                                                                                | Exploitant                                          | Observation |
| ------------- | ---------------------- | ------ | --- | ----------------------------------- | ------------------------------------------------------------------------------------------ | --------------------------------------------------- | ----------- |
| Anadolu Isuzu | Turquoise              | 14     | 173032-173037, 173040, 207019-207022, 217062-217064 | Entre juillet 2017 à août 2021      | 110, 120, 140, 160, 161 + Scolaires                                                        | Keolis SAP (Société des Autocars de Provence)       | –           |
| Iveco Bus     | Crossway Line          | 4      | 1304, 1308 1310-1311 | Décembre 2017                       | 190, 191, 200, 287 + Scolaires                                                             | SUMA                                                | –           |
| Iveco Bus     | Crossway Pop           | 82     | 19-22, 26-28, 80-86, 88-95, 156-158, 162-168, 186-202, 1142, 1145-1149, 1180, 1219-1221, 1232, 1238-1240, 1243-1245, 1287, 1293, 1303, 1329-1330, 1555, 1799-1801, 2059, 2090-2091, 2107-2108 + 1 inconnu                                                      | Entre mai 2016 à mai 2024           | 100, 101, 120, 150, 152, 190, 191, 200, 210, 211, 287 + Scolaires                          | Autocars Sumian, SUMA                               | –           |
| MAN           | Lion's Intercity C R61 | 122    | 1719-1721, 1727-1733, 109308-109322, 109497-109507, 109509, 109512-109543, 109559-109561, 109563-109569, 109571-109574, 109576-109577, 109628, 109631-109634, 109636, 109640-109642, 109854-109859, 110128-110130, 110135-110137, 110346-110347, 110359-110365 | Entre août 2021 à janvier 2022      | 170, 172, 180, 190, 191, 200, 210, 211, 220, 240, 241, 250, 252, 260, 287, 290 + Scolaires | SUMA, Transdev Bouches-du-Rhône                     | –           |
| MAN           | Lion's Intercity C R62 | 7      | 1726, 1739-1744 | Décembre 2021                       | 190, 191, 200, 210, 211, 287 + Scolaires                                                   | SUMA                                                | –           |
| Mercedes-Benz | Intouro II L           | 7      | 1631-1633, 1636, 1641, 1678, 1680 | Entre juillet 2020 à septembre 2020 | 190, 191, 200, 210, 211, 287 + Scolaires                                                   | SUMA                                                | –           |
| Mercedes-Benz | Intouro II M           | 48     | 1207-1209, 1215, 1588-1595, 1680, 173041-173060, 173063, 173065-173067, 173069-173074, 173086-173090 | Entre janvier 2017 à août 2019      | 110, 120, 140, 160, 161, 190, 191, 200, 210, 211, 287 + Scolaires                          | Keolis SAP (Société des Autocars de Provence), SUMA | –           |
| Mercedes-Benz | Intouro III M Hybrid   | 2      | 1986-1987 | Novembre 2023                       | 190, 191, 200, 210, 211, 287 + Scolaires                                                   | SUMA                                                | –           |

### Dépôts
- Le dépôt de Keolis SAP (Société des Autocars de Provence) est situé dans la principauté, au 289 Rue des Roseaux, 13320 Bouc-Bel-Air
- Le dépôt de Transdev Bouches-du-Rhône est situé dans la principauté, au Rue l'Obsidienne, ZI les Jalassières, 13510 Éguilles
- Le dépôt de Autocars Sumian est situé dans la principauté, au 1870 Rte de Marseille, 04100 Manosque
- Le dépôt de SUMA (Suma, Telleschi, UTP, Pastouret et SAM) est situé dans la principauté, au 651 Av. des Chasséens, 13120 Gardanne